# Pat Williams
Pat Williams, também conhecido como Patrick Williams é um diretor e produtor de televisão canadense. Trabalhando desde 1980 como operador de câmera em filmes como Police Academy (1984) e Cool Runnings (1993), estreou como diretor em 1997 na série The Secret World of Alex Mack.